# Джек Леммон
Джек Леммон (англ. Jack Lemmon; 8 лютого 1925, Ньютон, Массачусетс, США — 27 червня 2001, Лос-Анджелес, США) — американський актор.
Леммон сім разів номінувався на «Оскар» за найкращу роль та вперше в історії виграв цю премію в обох акторських номінаціях — за роль другого плану (1955) і за головну роль (1973). Журі Каннського кінофестивалю двічі визнавало його найкращим актором — у 1979 і 1982 роках.

## Фільмографія
| Рік  | Українська назва                                         | Ориґінальна назва                                        | Роль                                 | Примітки/ нагороди/ номінації |
| ---- | -------------------------------------------------------- | -------------------------------------------------------- | ------------------------------------ | --- |
| 1949 | Леді забирає моряка                                      | The Lady Takes a Sailor                                  | тинькар                              | не вказаний у титрах |
| 1954 | Це повинно статися з вами                                | It Should Happen to You                                  | Піт Шеппард                          | |
| 1954 | Фі / Розлучення                                          | Phffft                                                   | Роберт Трейсі                        | |
| 1955 | П'єса для трьох                                          | Three for the Show                                       | Мартін «Марті» Стюарт                | |
| 1955 | Містер Робертс                                           | Mister Roberts                                           | прапорщик Френк Турлов Пульвер       | «Оскар» за найкращу чоловічу роль другого плану; номінація — Премія BAFTA за найкращу чоловічу головну роль |
| 1955 | Моя сестра Ейлін                                         | My Sister Eileen                                         | Роберт «Боб» Бейкер                  | |
| 1955 |                                                          | Hollywood Bronc Busters                                  | грає самого себе                     | |
| 1956 | Ти не зможеш втекти від нього                            | You Can't Run Away from It                               | Пітер Варн                           | |
| 1957 | Вогонь з пекла                                           | Fire Down Below                                          | Тоні                                 | |
| 1957 | Операція «Шалена куля»                                   | Operation Mad Ball                                       | рядовий Гоґан                        | |
| 1958 | Ковбой                                                   | Cowboy                                                   | Френк Гарріс                         | |
| 1958 | Дзвінок, книга і свічка                                  | Bell, Book and Candle                                    | Нікі Голройд                         | |
| 1959 | Деякі люблять гаряче/ У джазі тільки дівчата             | Some Like It Hot                                         | Джері, «Дафна», контрабасист         | Премія BAFTA за найкращу чоловічу головну роль; Премія «Золотий глобус» за найкращу чоловічу роль — комедія або мюзикл; премія «Лорель» за найкращу чоловічу роль (2 місце); номінація — «Оскар» за найкращу чоловічу роль |
| 1959 | Це сталося з Джейн                                       | It Happened to Jane                                      | Джордж Денгем                        | |
| 1960 | Квартира                                                 | The Apartment                                            | Сі Сі «Бад» Бакстер                  | Премія BAFTA за найкращу чоловічу головну роль; Премія «Золотий глобус» за найкращу чоловічу роль — комедія або мюзикл; премія «Лорель» за найкращу чоловічу роль; номінація — «Оскар» за найкращу чоловічу роль |
| 1960 | Літ на кулі                                              | Stowaway in the Sky/ Le Voyage en ballon                 | оповідач                             | |
| 1960 | Пепе                                                     | Pepe                                                     | Дафна                                | камео |
| 1960 | Найдурніший корабель в армії                             | The Wackiest Ship in the Army                            | лейтенант Ріп Крендел                | |
| 1962 | Горезвісна домовласниця                                  | The Notorious Landlady                                   | Вільям «Білл» Ґрідлі                 | |
| 1962 | Дні вина і троянд                                        | Days of Wine and Roses                                   | Джо Клей                             | премія «Fotogramas de Plata» — найкращий іноземний виконавець; Міжнародний кінофестиваль у Сан-Себастьяні — найкращий актор; премія «Sant Jordi» — найкраще виконання в іноземному фільмі; премія «Лорель» за найкращу чоловічу роль; номінація — «Оскар» за найкращу чоловічу роль; номінація — премія BAFTA за найкращу чоловічу головну роль; номінація — премія «Золотий глобус» за найкращу чоловічу роль — драма |
| 1963 | Ніжна Ірма                                               | Irma la Douce                                            | Нестор Пату/ Лорд «X»                | премія «Лорель» за найкращу чоловічу роль; номінація — Премія «Золотий глобус» за найкращу чоловічу роль — комедія або мюзикл |
| 1963 | Під деревом Юм-Юм                                        | Under the Yum Yum Tree                                   | Гоґан                                | номінація — премія «Золотий глобус» за найкращу чоловічу роль — комедія або мюзикл |
| 1964 | Добрий сусід Сем                                         | Good Neighbor Sam                                        | Сем Біссел                           | номінація — премія BAFTA за найкращу чоловічу головну роль |
| 1965 | Як вбити свою дружину                                    | How to Murder Your Wife                                  | Стенлі Форд                          | премія «Лорель» за найкращу чоловічу роль; номінація — премія BAFTA за найкращу чоловічу головну роль |
| 1965 | Великі перегони                                          | The Great Race                                           | професор Фейт/ принц Фредерік Гепнік | премія «Лорель» за найкращу чоловічу роль (2 місце); номінація — премія «Золотий глобус» за найкращу чоловічу роль — комедія або мюзикл |
| 1966 | Щасливе печиво                                           | The Fortune Cookie                                       | Гаррі Гінкл                          | |
| 1967 | Кохання                                                  | Luv                                                      | Гаррі Берлін                         | |
| 1968 | Там починається день                                     | There Comes a Day                                        |                                      | короткометражний |
| 1968 | Дивна парочка                                            | The Odd Couple                                           | Фелікс Унґар                         | премія «Лорель» за найкращу чоловічу роль (2 місце); номінація — премія «Золотий глобус» за найкращу чоловічу роль — комедія або мюзикл |
| 1969 | Квітневі безумства                                       | The April Fools                                          | Говард Брубейкер                     | |
| 1970 | Приїжджі                                                 | The Out-of-Towners                                       | Джордж Келлерман                     | номінація — премія «Золотий глобус» за найкращу чоловічу роль — комедія або мюзикл |
| 1971 | Котч                                                     | Kotch                                                    | сплячий пасажир автобуса             | режисер |
| 1972 | Війна між чоловіком і жінкою                             | The War Between Men and Women                            | Пітер Едвард Вілсон                  | |
| 1972 | Аванті!                                                  | Avanti!                                                  | Вендел Армбрустер мол.               | премія «Золотий глобус» за найкращу чоловічу роль — комедія або мюзикл |
| 1973 | Врятуйте тигра                                           | Save the Tiger                                           | Гаррі Стонер                         | «Оскар» за найкращу чоловічу роль; номінація — премія «Золотий глобус» за найкращу чоловічу роль — драма |
| 1974 | На перших шпальтах                                       | The Front Page                                           | Гілдебранд «Гілді» Джонсон           | Премія «Давид ді Донателло» за найкращу чоловічу роль (спільно з Волтером Меттау); номінація — премія «Золотий глобус» за найкращу чоловічу роль — комедія або мюзикл |
| 1975 | У поліції зв'язані руки                                  | The Police Can't Move / іт. La polizia ha le mani legate | оповідач                             | |
| 1975 | Середа                                                   | Wednesday                                                | Джеррі Мерфі                         | |
| 1975 | Джентльмен бродяга                                       | The Gentleman Tramp                                      | оповідач                             | |
| 1975 | В'язень Другої Авеню                                     | The Prisoner of Second Avenue                            | Мел Едісон                           | |
| 1976 | Алекс і циганка                                          | Alex & the Gypsy                                         | Александер Мейн                      | |
| 1977 | Аеропорт 77                                              | Airport '77                                              | капітан Дон Ґаллагер                 | |
| 1979 | Китайський синдром                                       | The China Syndrome                                       | Джек Ґоделл                          | Найкраща чоловіча роль (Каннський кінофестиваль); Премія «Давид ді Донателло» за найкращу чоловічу роль; премія BAFTA за найкращу чоловічу головну роль; номінація — «Оскар» за найкращу чоловічу роль; номінація — премія «Золотий глобус» за найкращу чоловічу роль — драма |
| 1980 | Вшанування                                               | Tribute                                                  | Скотті Темплтон                      | Срібний ведмідь за найкращу чоловічу роль (31-й Берлінський кінофестиваль); премія «Джин» за найкраще виконання іноземним актором; номінація — «Оскар» за найкращу чоловічу роль; номінація — премія «Золотий глобус» за найкращу чоловічу роль — драма |
| 1981 | Друзяко, друзяко                                         | Buddy Buddy                                              | Віктор Клуні                         | |
| 1982 | Зниклий безвісти                                         | Missing                                                  | Ед Горман                            | Найкраща чоловіча роль (Каннський кінофестиваль); номінація — «Оскар» за найкращу чоловічу роль; номінація — премія BAFTA за найкращу чоловічу головну роль; номінація — премія «Давид ді Донателло» — найкращий іноземний актор; номінація — премія «Золотий глобус» за найкращу чоловічу роль — драма |
| 1984 | Масовий заклик                                           | Mass Appeal                                              | о. Тім Фарлі                         | |
| 1985 | Макарони                                                 | Macaroni / іт. Maccheroni                                | Роберт Тревен                        | |
| 1986 | Це — життя!                                              | That's Life!                                             | Гарві Фейрчайлд                      | номінація — премія «Золотий глобус» за найкращу чоловічу роль — комедія або мюзикл |
| 1989 | Батько                                                   | Dad                                                      | Джейк Тремонт                        | номінація — премія «Золотий глобус» за найкращу чоловічу роль — драма |
| 1991 | Джон Ф. Кеннеді. Постріли в Далласі                      | JFK                                                      | Джек Мартін                          | |
| 1992 | Поза JFK: справа змови                                   | Beyond JFK: The Question of Conspiracy                   | камео                                | |
| 1992 | Гравець                                                  | The Player                                               | камео                                | |
| 1992 | Ґленґаррі Ґлен Росс                                      | Glengarry Glen Ross                                      | Шеллі Левін                          | нагорода Національної ради кінокритиків — найкращий актор; Міжнародний кінофестиваль у Вальядоліді — найкращий актор; нагорода «Кубок Волпі» — найкращий актор |
| 1993 | Удача, довіра і кетчуп: Роберт Олтмен в окрузі різьбярів | Luck, Trust & Ketchup: Robert Altman In Carver County    | грає самого себе                     | |
| 1993 | Короткі історії                                          | Short Cuts                                               | Пол Фінніґан                         | «Золотий глобус» — найкращий акторський ансамбль; «Золотий лев» на Венеційському кінофестивалі; «Кубок Волпі» |
| 1993 | Сварливі старі                                           | Grumpy Old Men                                           | Джон Ґастафсон                       | |
| 1995 | Трав'яна арфа                                            | The Grass Harp                                           | Д-р Морріс Рітц                      | |
| 1995 | Ще сварливіші старі                                      | Grumpier Old Men                                         | Джон Ґастафсон                       | |
| 1996 | Вбивство сходить з рук                                   | Getting Away with Murder                                 | Макс Мюллер/ Карл Люґер              | |
| 1996 | Мої дорогі американці                                    | My Fellow Americans                                      | президент Расселл Крамер             | |
| 1996 | Гамлет                                                   | Hamlet                                                   | Марцелл                              | |
| 1997 | Вихід у море                                             | Out to Sea                                               | Герб Салліван                        | |
| 1997 | У меню: Останні дні Чейзена                              | Off the Menu: The Last Days of Chasen's                  | грає самого себе                     | |
| 1997 | 12 розгніваних чоловіків                                 | 12 Angry Men                                             | присяжний 8                          | номінація — премія «Еммі» за найкращу чоловічу роль у міні-серіалі або телефільмі; номінація — премія «Золотий глобус» за найкращу чоловічу роль у міні-серіалі або телефільмі |
| 1998 | Щенята на продаж                                         | Puppies for Sale                                         | Власник зоомагазину                  | |
| 1998 | Дивна пара 2                                             | The Odd Couple II                                        | Фелікс Унґар                         | |
| 1999 | Вівторки з Моррі                                         | Tuesdays with Morrie                                     | професор Моррі Шварц                 | Премія Гільдії кіноакторів за найкраща чоловіча роль у міні-серіалі чи телефільмі |
| 2000 | Легенда Багера Ванса                                     | The Legend of Bagger Vance                               | Оповідач/ Гарді Ґрійвз               | не вказаний у титрах |